# Parc Natural de Las Ubiñas-La Mesa
El Parc Natural de Las Ubiñas-La Mesa és un parc natural situat al Principat d'Astúries (Espanya), a l'àrea central de la Serralada Cantàbrica. És una zona de gran valor arqueològic, destaquen los Abrigos Rupestres de Fresnedo, propers al poble de Fresnedo (Teberga), els castros de Focella i Barrio (Teberga) o Ricabo i El Collao (Quirós). En aquest parc també hi ha el Camino Real del Puerto de la Mesa, calçada romana assentada sobre un camí que ja havia sigut utilitzat pels primers pobladors de la zona.

## Descripció i història
Es tracta d'una zona amb muntanyes i valls en els municipis (en asturià anomenats: concejos) de Teberga, Quirós i Ḷḷena que ocupa un total de 32.630 hectàrees.

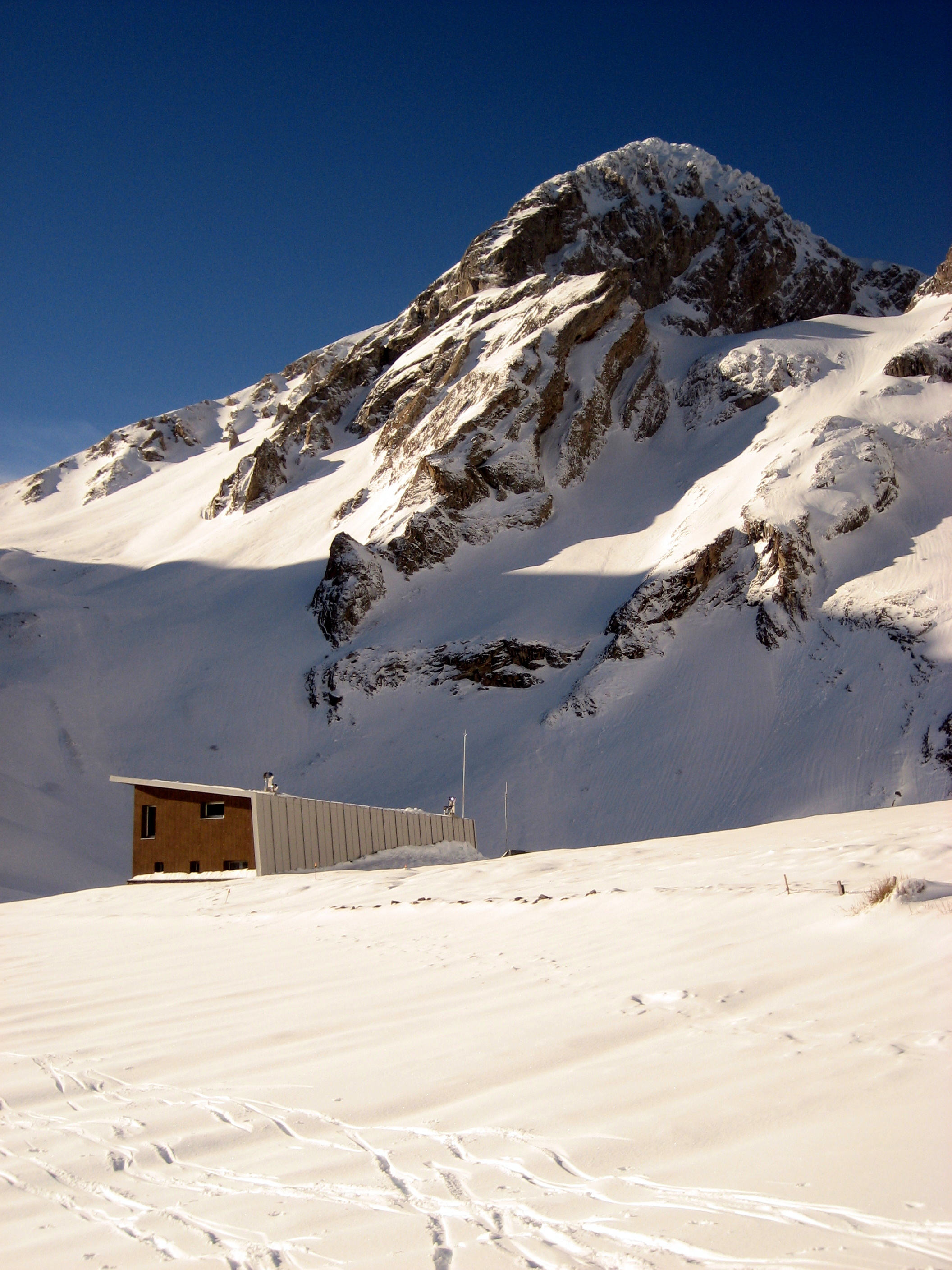
Refugi del Meicín a Tuiza.

La muntanya es caracteritza pel massís d'Ubiña de més de 2.400 metres. (Picos del Fontán i Peña Ubiña amb 2.417 metres)
i diferents zones d'una altura aproximada als 2.000 metres. Degut a aquestes diferències d'altitud al parc es nota diferència entre les zones que l'integren.
Les valls estan formades per les conques del riu Taja, el riu Valdecarzana i el riu Val de Sampedro o riu Páramo, en aquest últim hi ha el monument natural de Cueva Huerta.
Té les següents figures de protecció: 
- Reserva regional de caça de Somiedo
- Paisatge protegit de Peña Ubiña
- Declarat parcialment Lloc d'Importància Comunitària de Peña Ubiña
- Lloc d'Importància Comunitària de Montovo-La Mesa
- Declarat parcialment Zona d'Especial Protecció per a les Aus (ZEPA) d'Ubiña-La Mesa

## Flora
Tot el parc és una zona de gran diversitat i bon estat de conservació amb un terç de la seva superfície ocupada per boscos d'alt valor ecològic i d'una antiguitat apreciables, destacant principalment els faigs.
La dada més destacada de manera general és que a l'àrea d'influència del parc s'hi troben representades onze de les dinou famílies existents a Astúries. Dintre d'aquesta riquesa podem distingir tres àrees diferenciades:

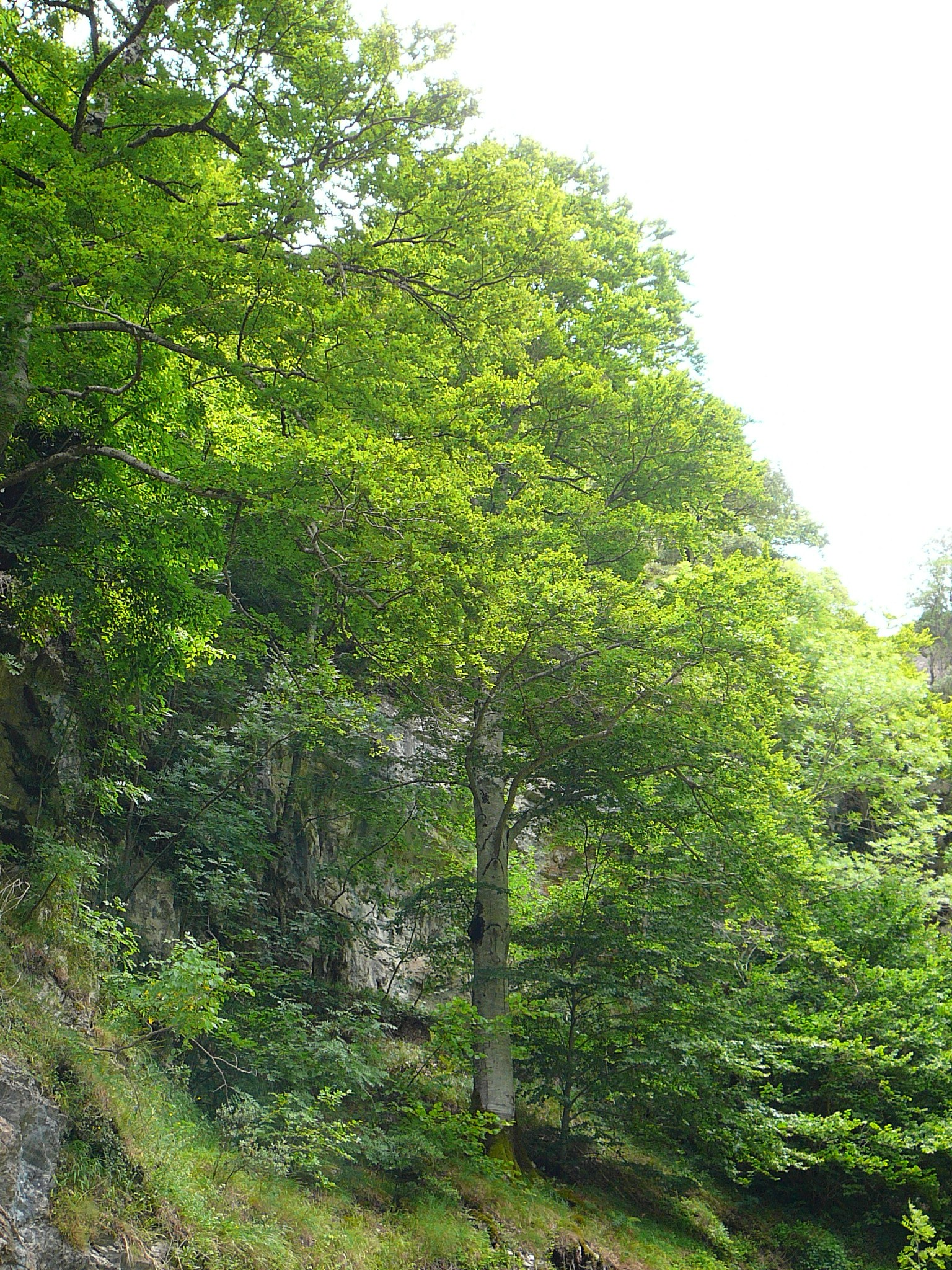
Fageda.

- Àrees turons (menor 700 m d'altura)
- Àrees muntanyes (1.700 - 1.800 m d'altura)
- Àrees subalpines (per sobre dels 1.800 m)

La massa forestal del parc és esplèndida amb boscos madurs de fins a vuit tipus diferents: 
- La fageda: El més important i representatiu, ocupa el 75% del parc
- Rouredes: Formades per roure pènol, roure de fulla gran o bedoll
- Teixos
- Freixes
- Acers
- Verns

La resta de les formacions vegetals que trobem dins del parc es poden diferenciar entre terrenys de pastura, conreu i matollars formats principalment per ginebre, boixerola i lloreret. També hi ha zones de grèvol, narcís d'Astúries, el narcís de trompeta i la genciana.
Cal mencionar a part les zones de vegetació de llacunes, que tot i que ocupen una extensió petita, tenen gran riquesa ecològica. Aquestes zones estan compostes per basses, llacunes i torberes.

## Fauna
Degut a la gran massa forestal el parc presenta una gran biodiversitat. Destaca la presència de l'os bru cantàbric, rei de les espècies cantàbriques. Dins del parc es poden trobar espècies com el porc senglar, el cabirol, el cérvol i l'isard. Hi ha gran varietat de carnívors a part de l'os, el llop, la guineu, la marta, la fagina, la geneta, el gat salvatge, l'ermini, el teixó,la llúdria i llebre del piornal. Els ratpenats estan representats per vuit espècies. Degut a dues singularitats del parc podem destacar dos tipus d'aus. Les aus que habiten normalment en zones boscoses com són el gall fer comú, Dendrocopos medius, el picot negre o el raspinell pirinenc. D'altra banda la zona d'alta muntanya amb les espècies que estan adaptades a aquest medi com el pardal d'ala blanca, el cercavores, el còlit gris, la merla roquera, el pela-roques o la perdiu xerra. Dins els rapinyaires hi ha el voltor, l'àguila reial, l'aufrany i el falcó pelegrí. Pel que fa als amfibis hi ha la reineta arbòria en els ports d'Agüeria i la granota comú en el port de La Cubilla.

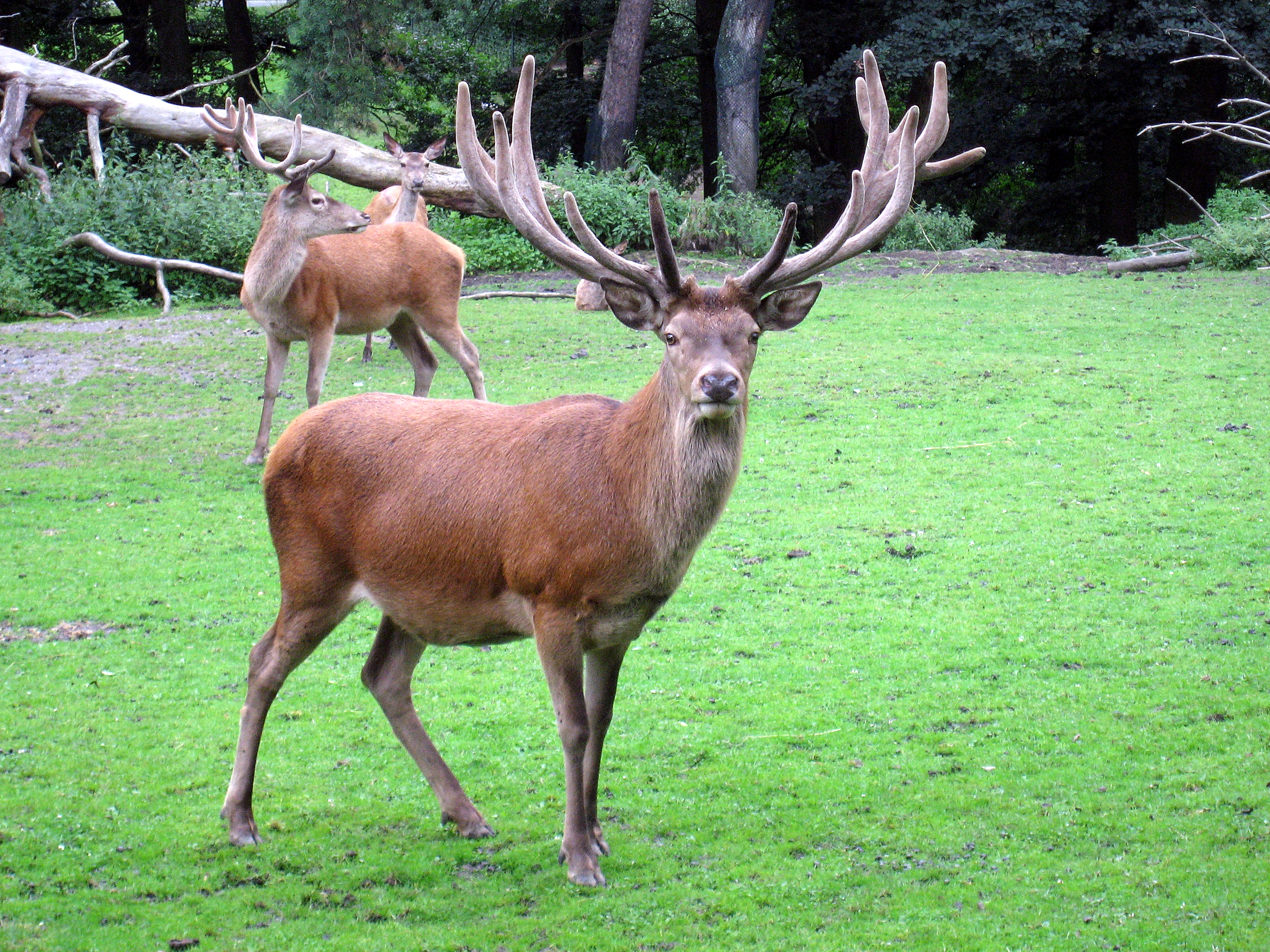
Cérvol
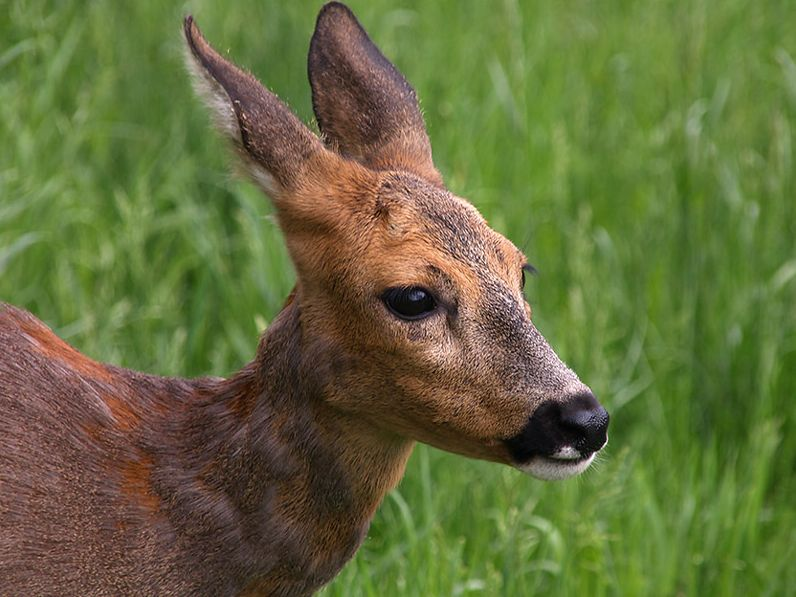
Cabirol
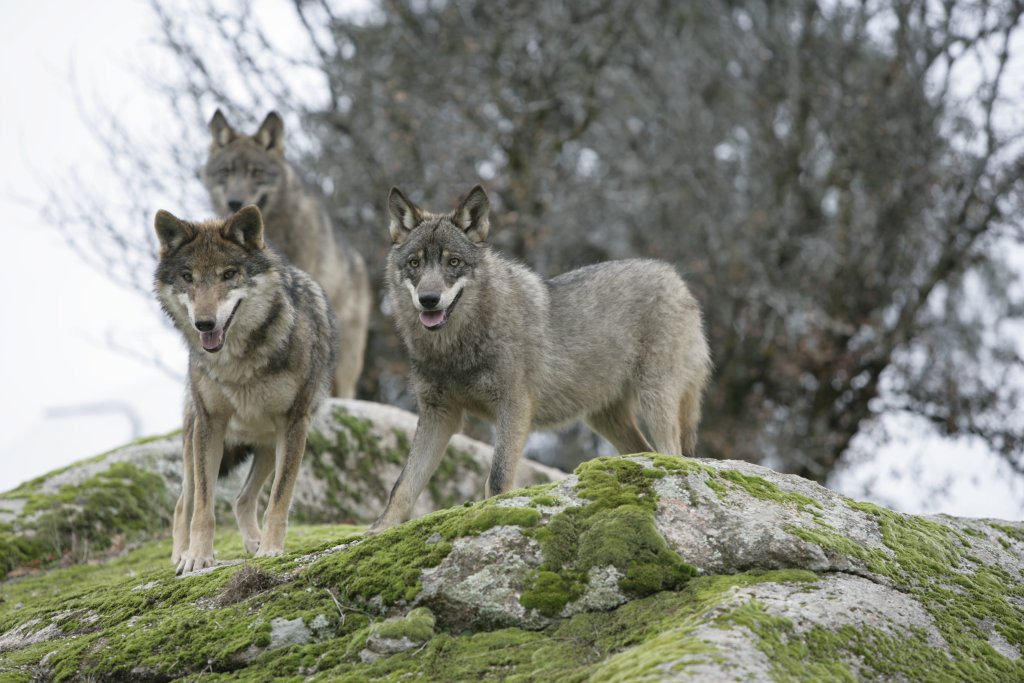
Llop
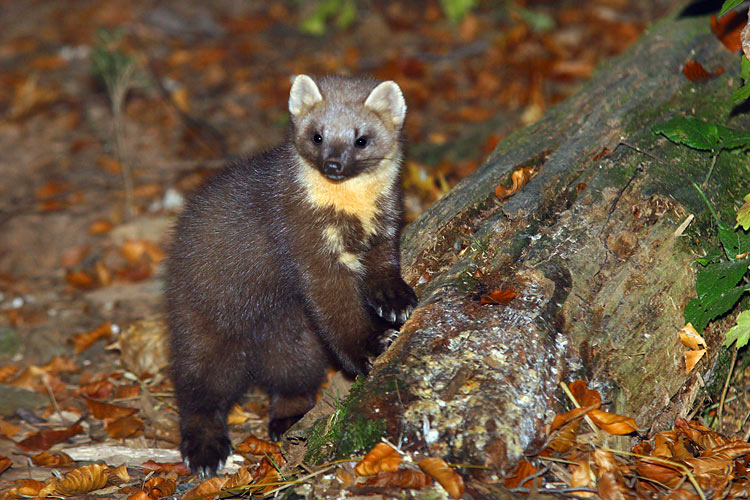
Marta
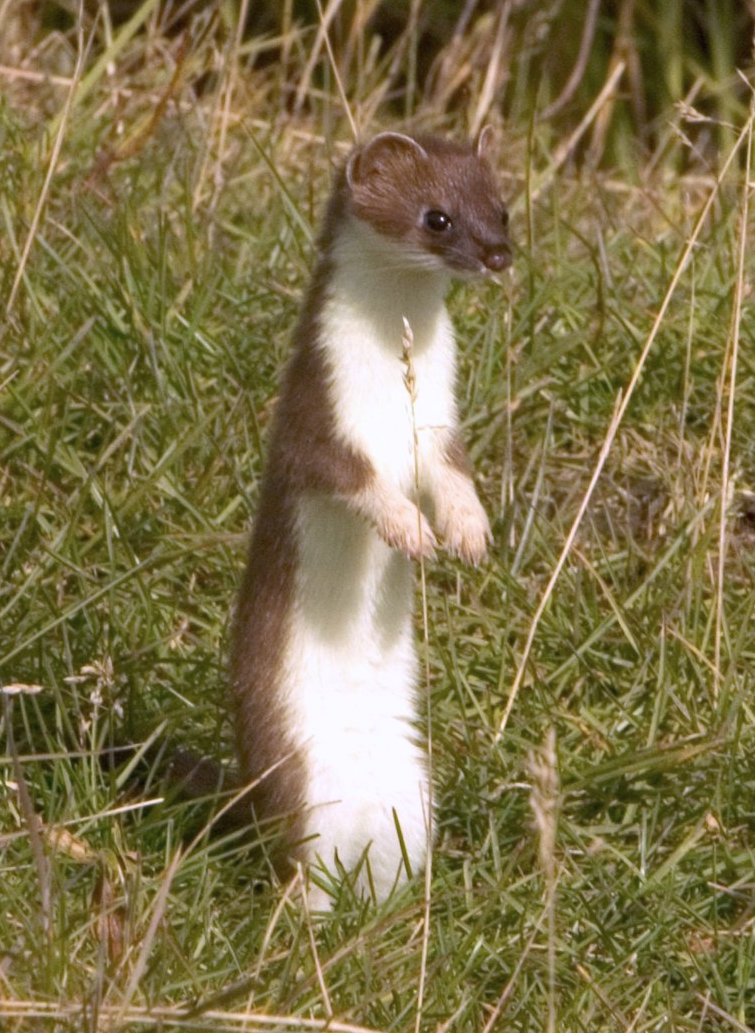
Ermini
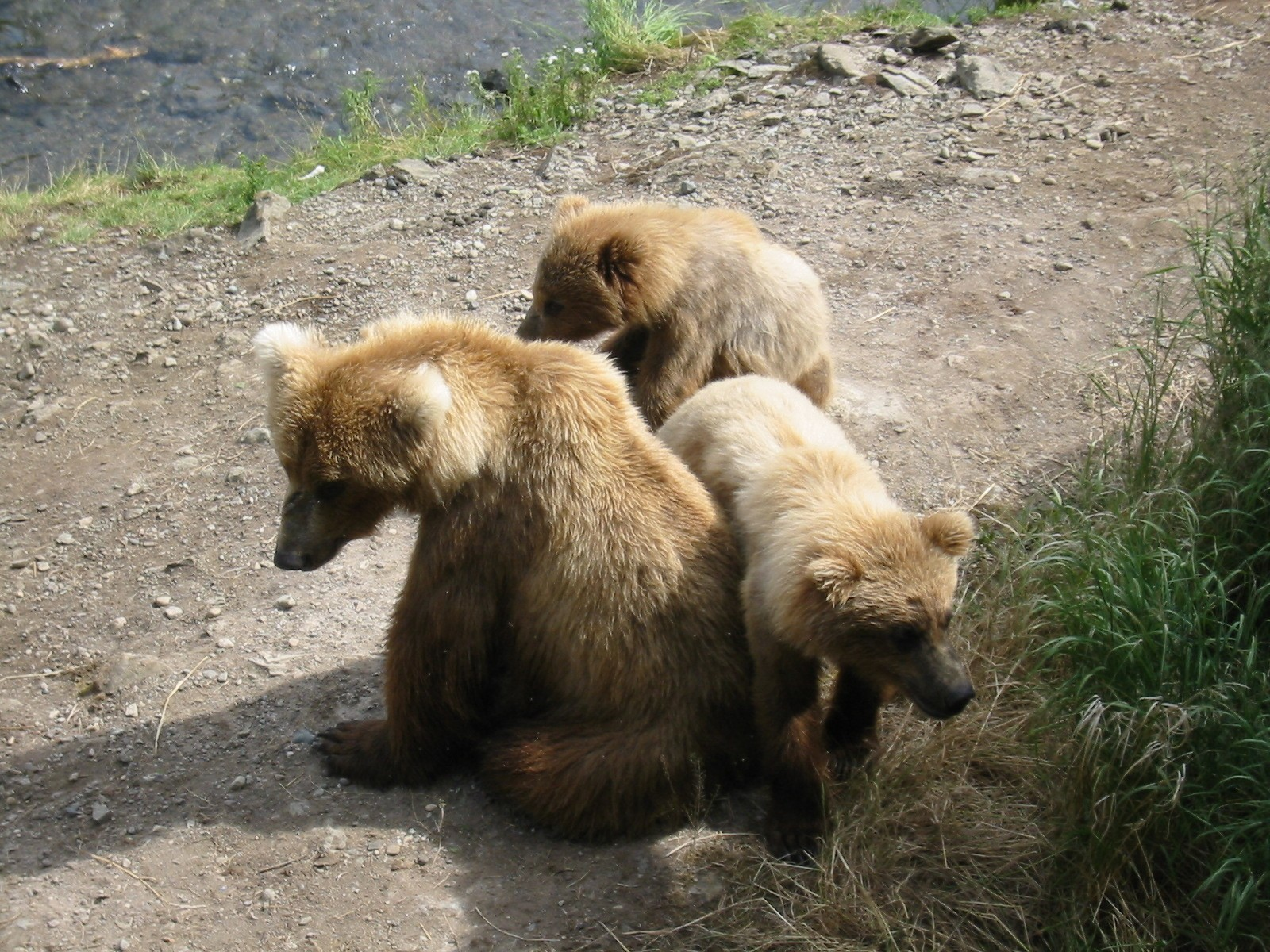
Ós bru
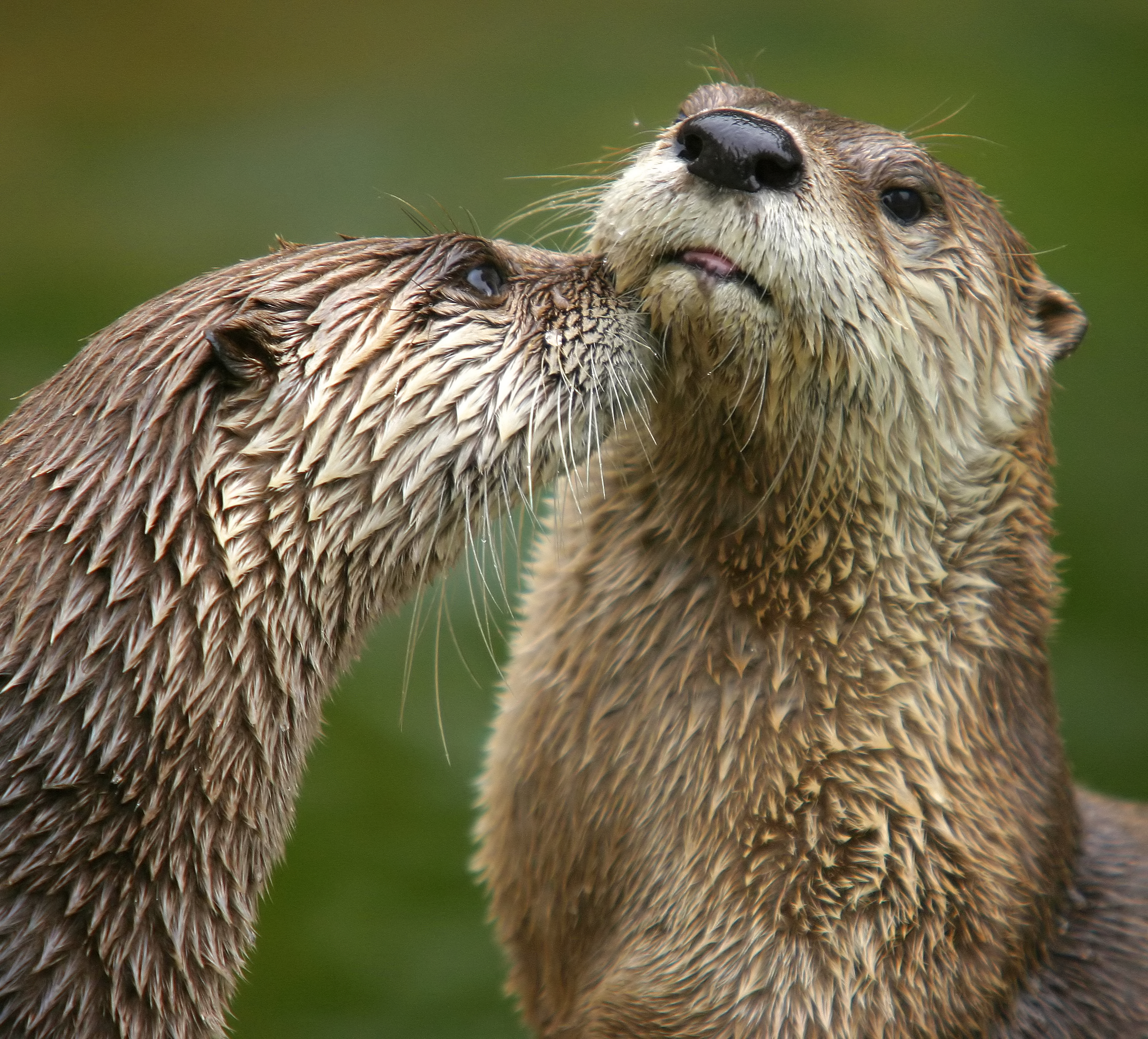
Llúdria
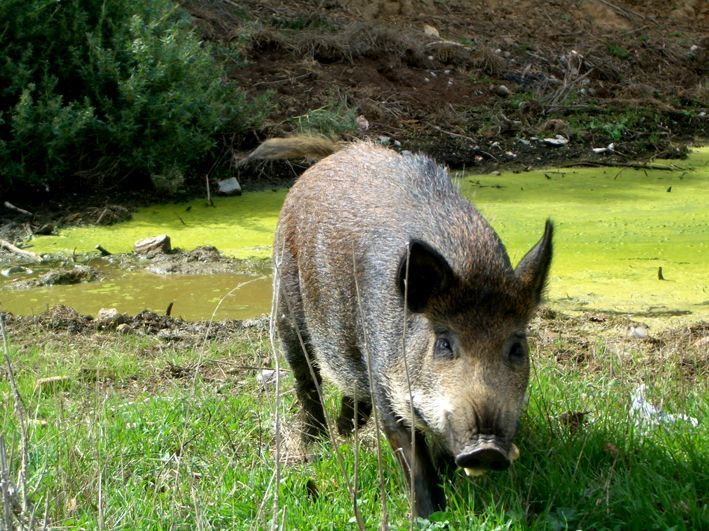
Porc senglar
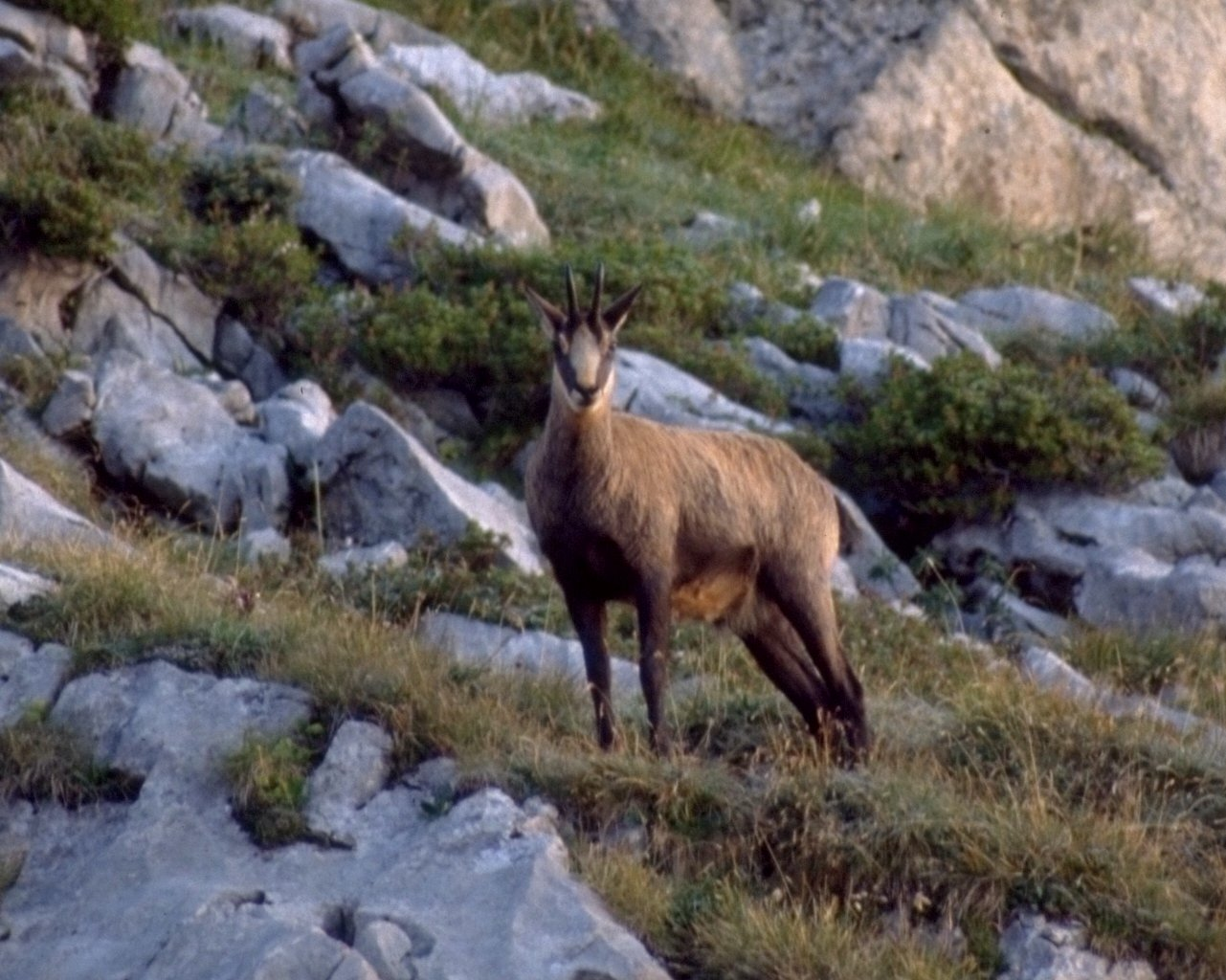
Isard
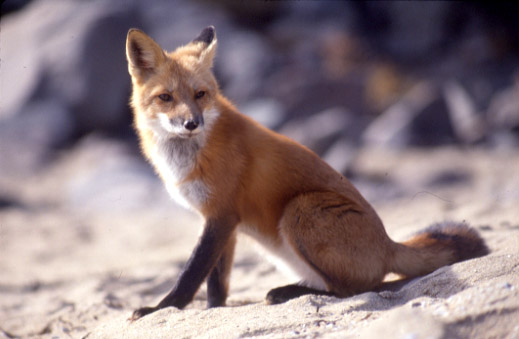
Guineu
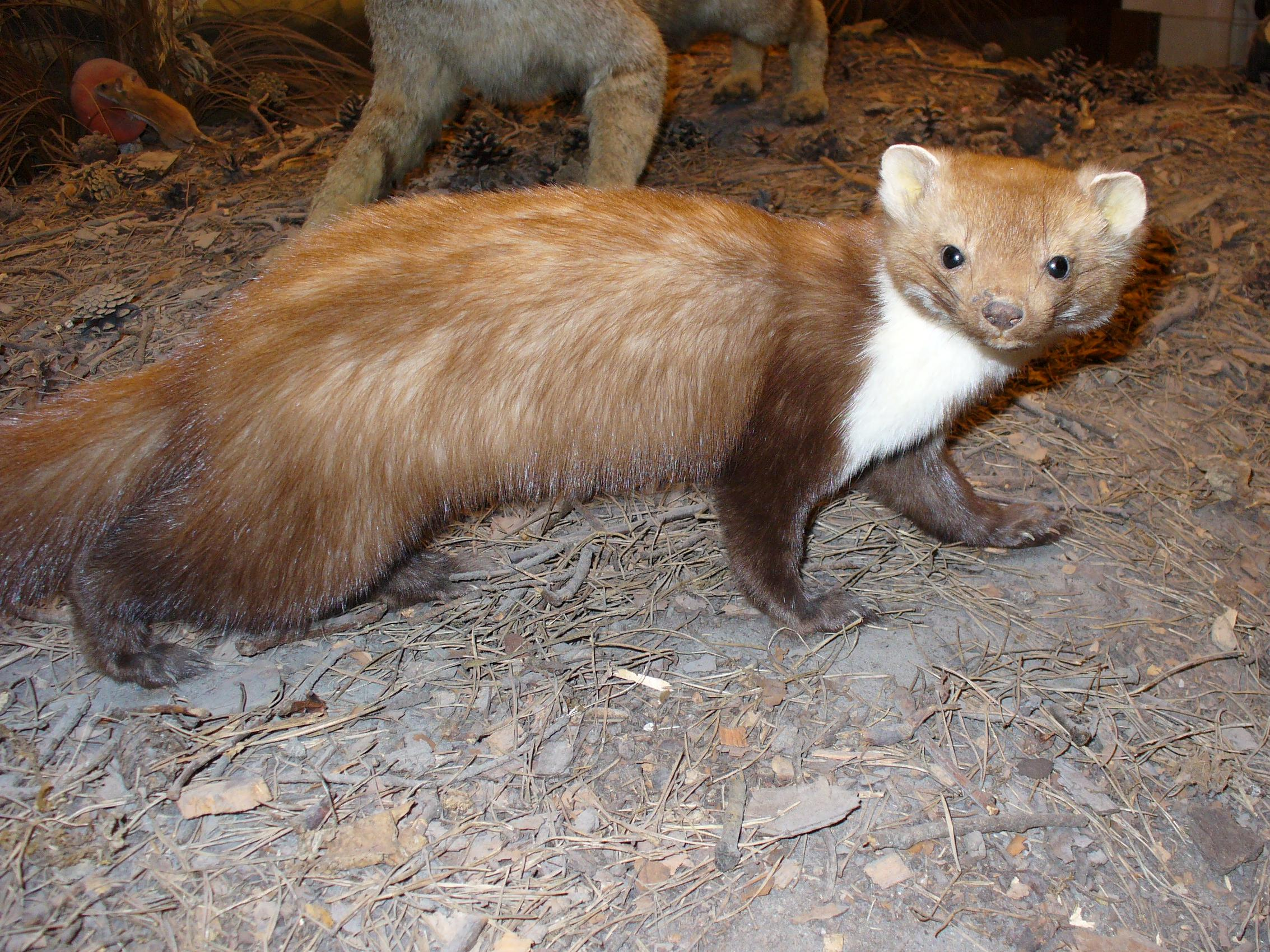
Fagina
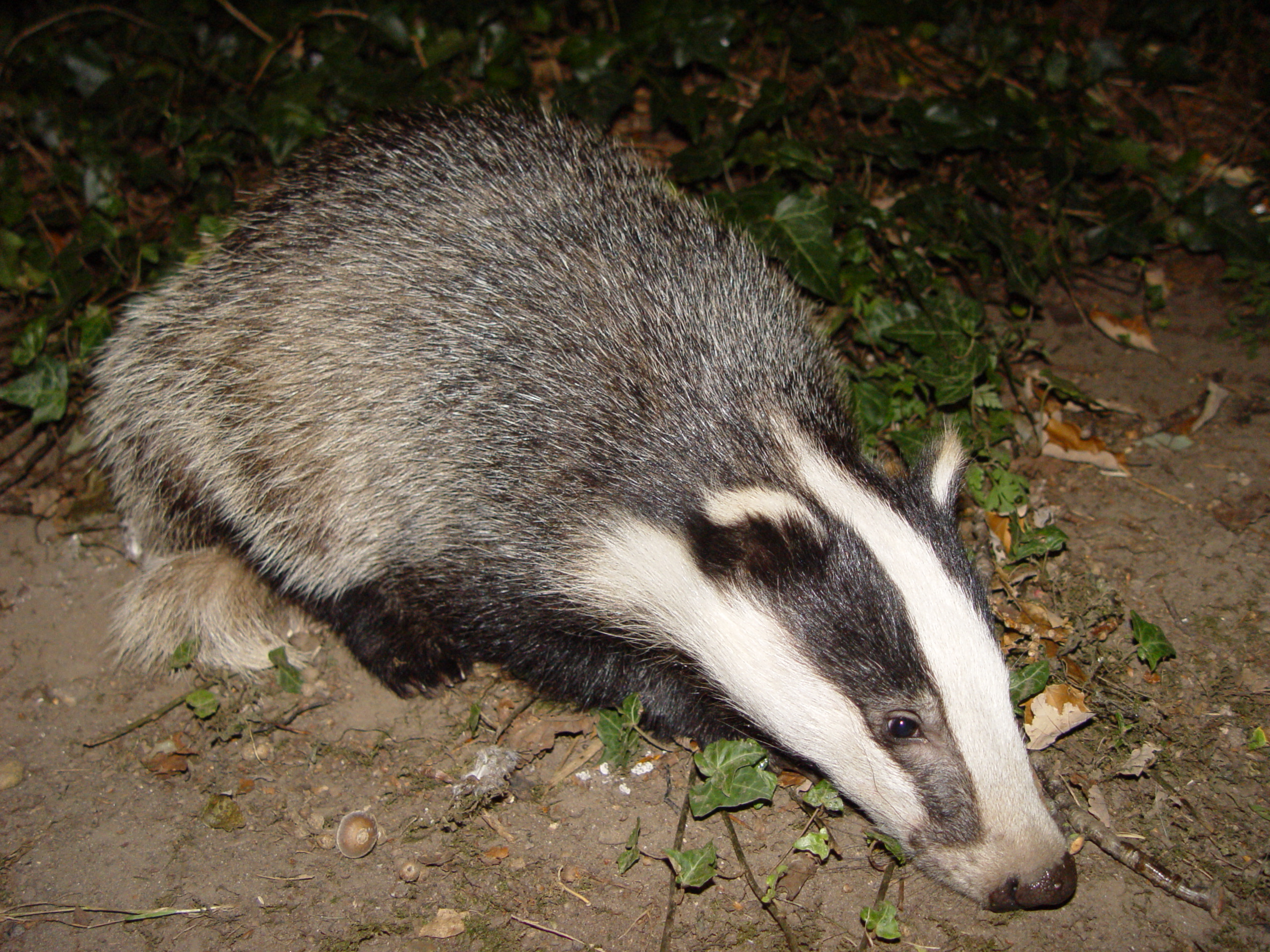
Teixó
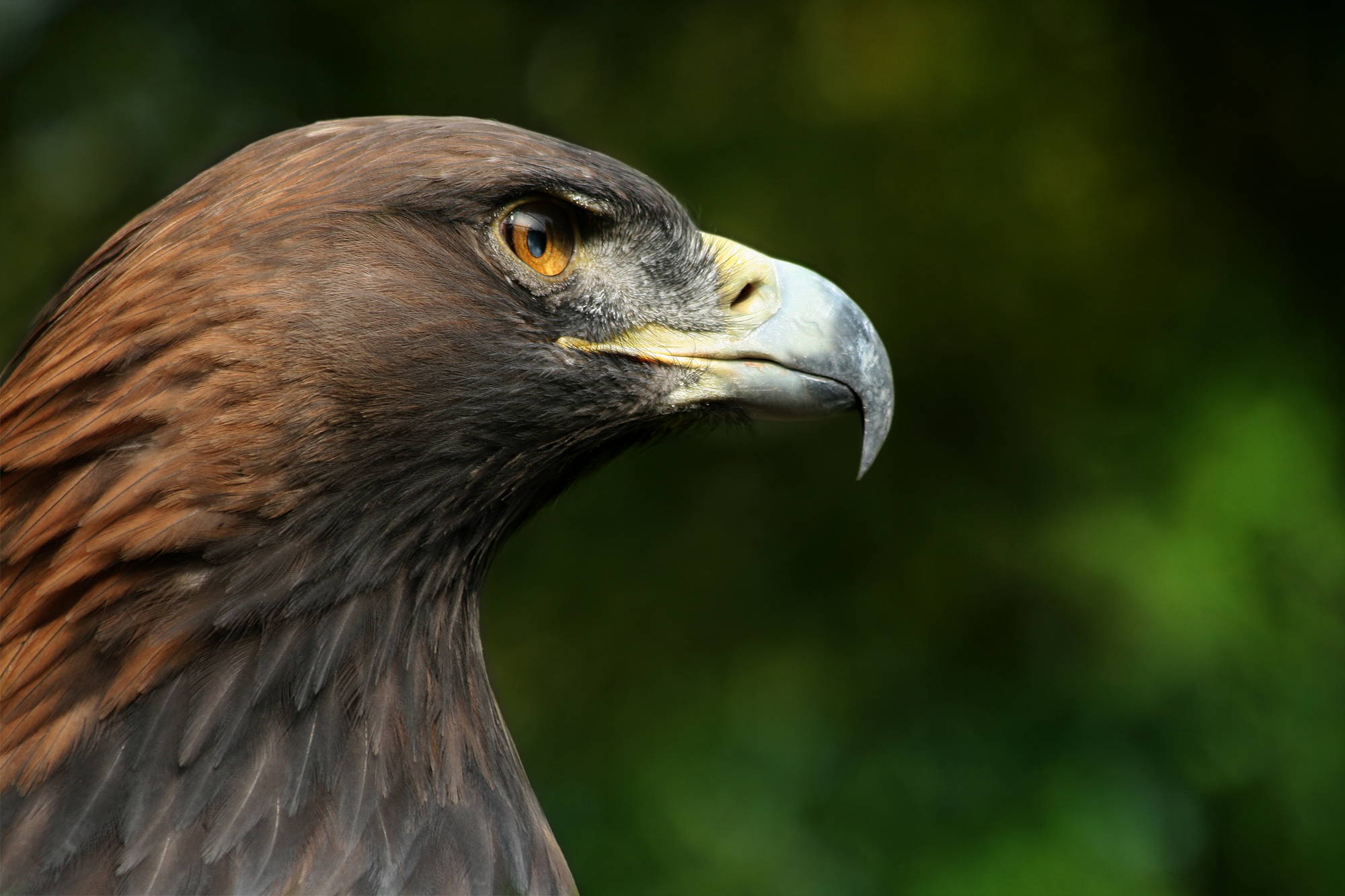
Àguila reial
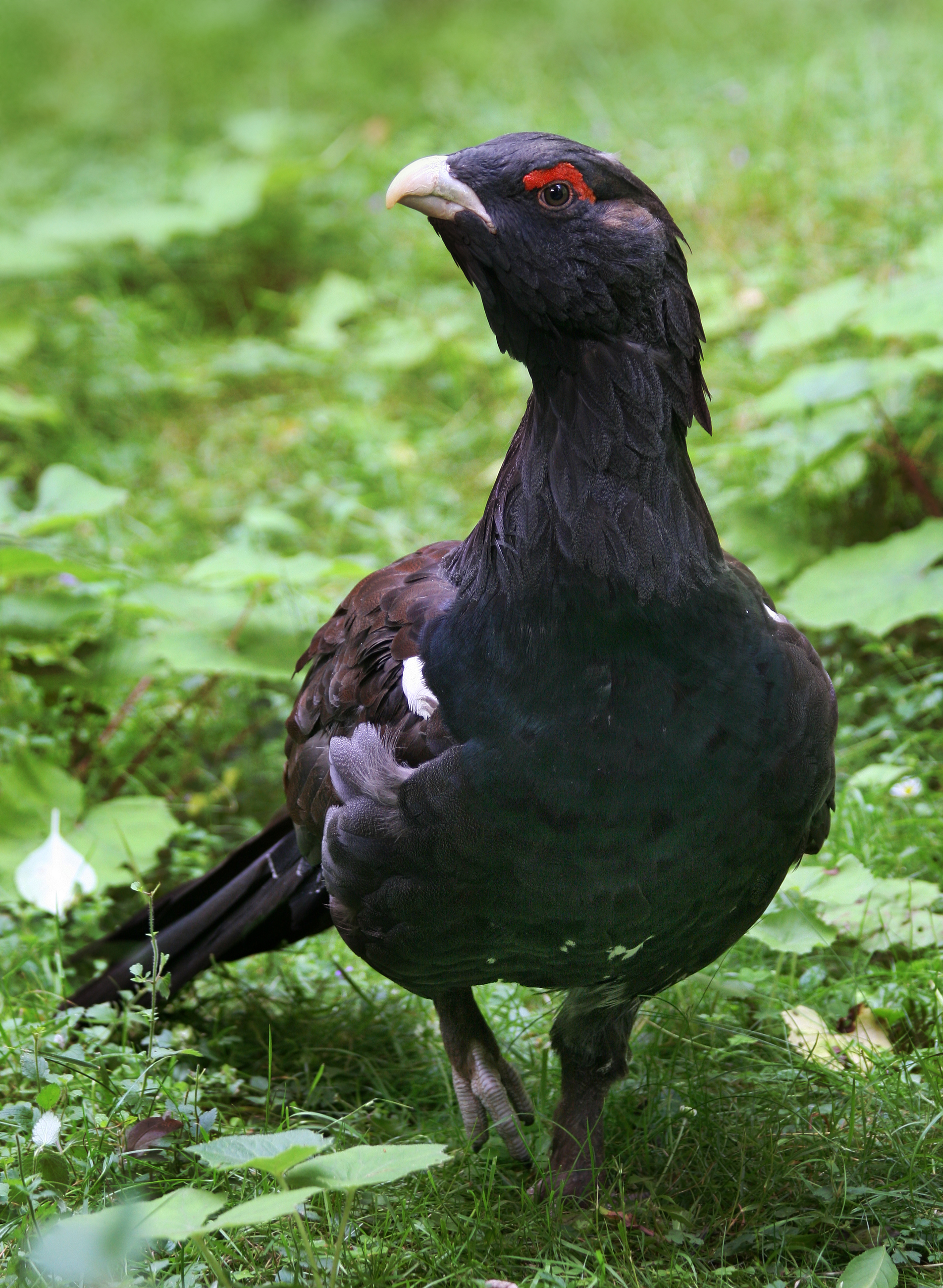
Gall fer
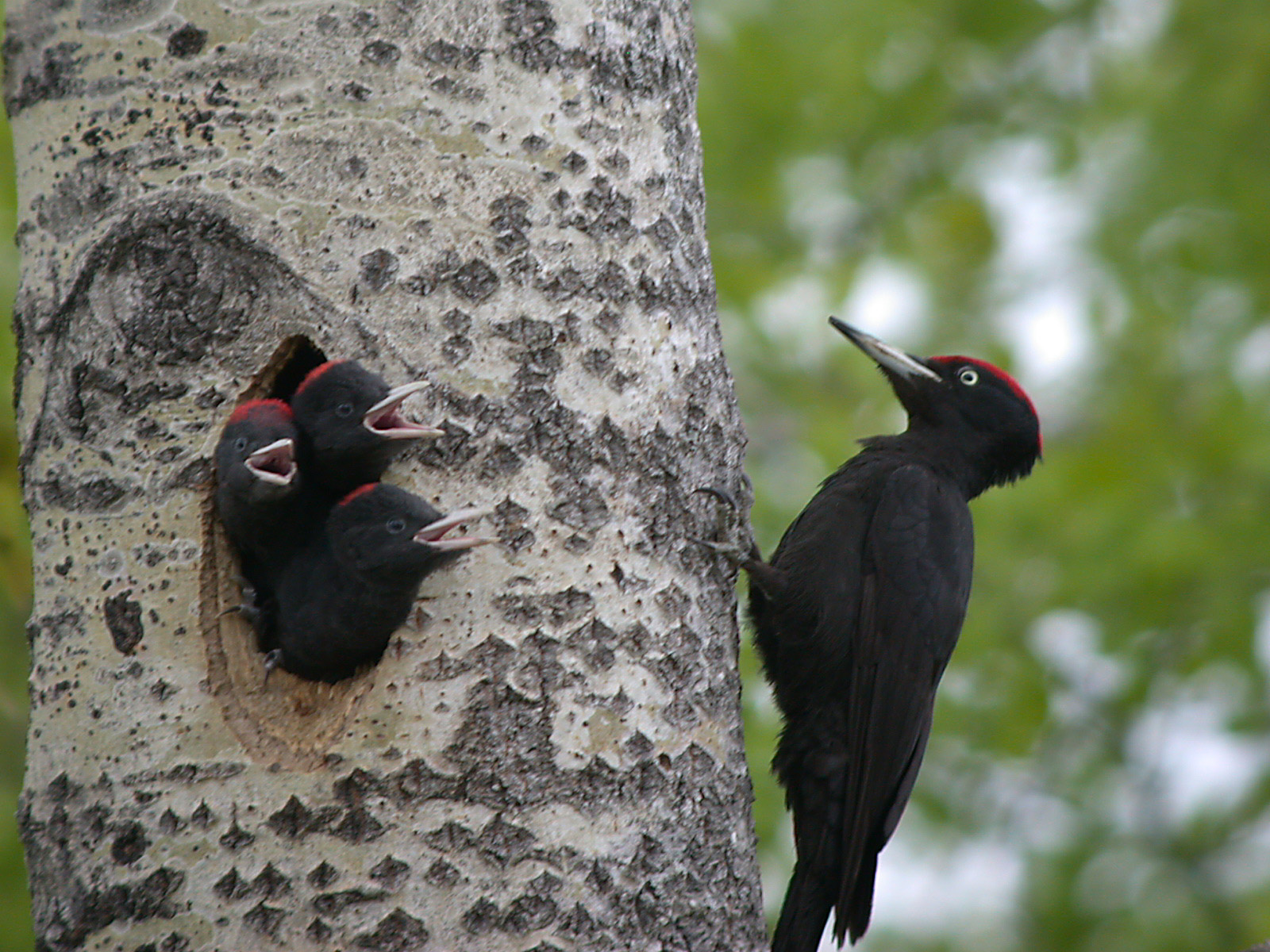
Picot negre
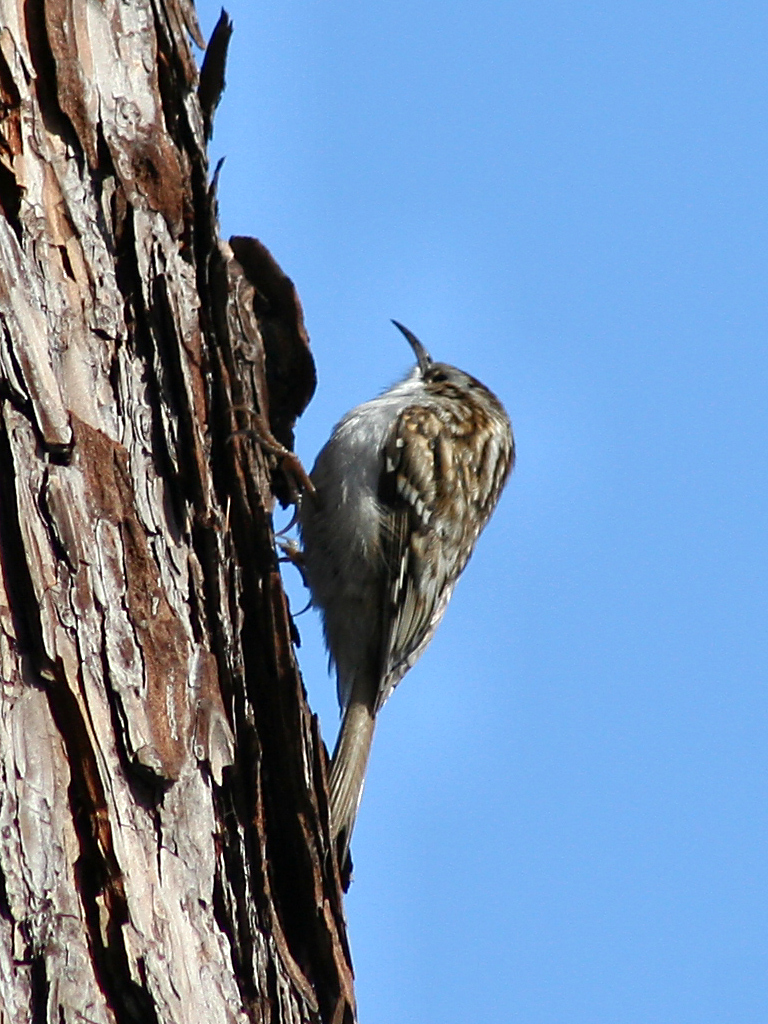
Raspinell pirinenc
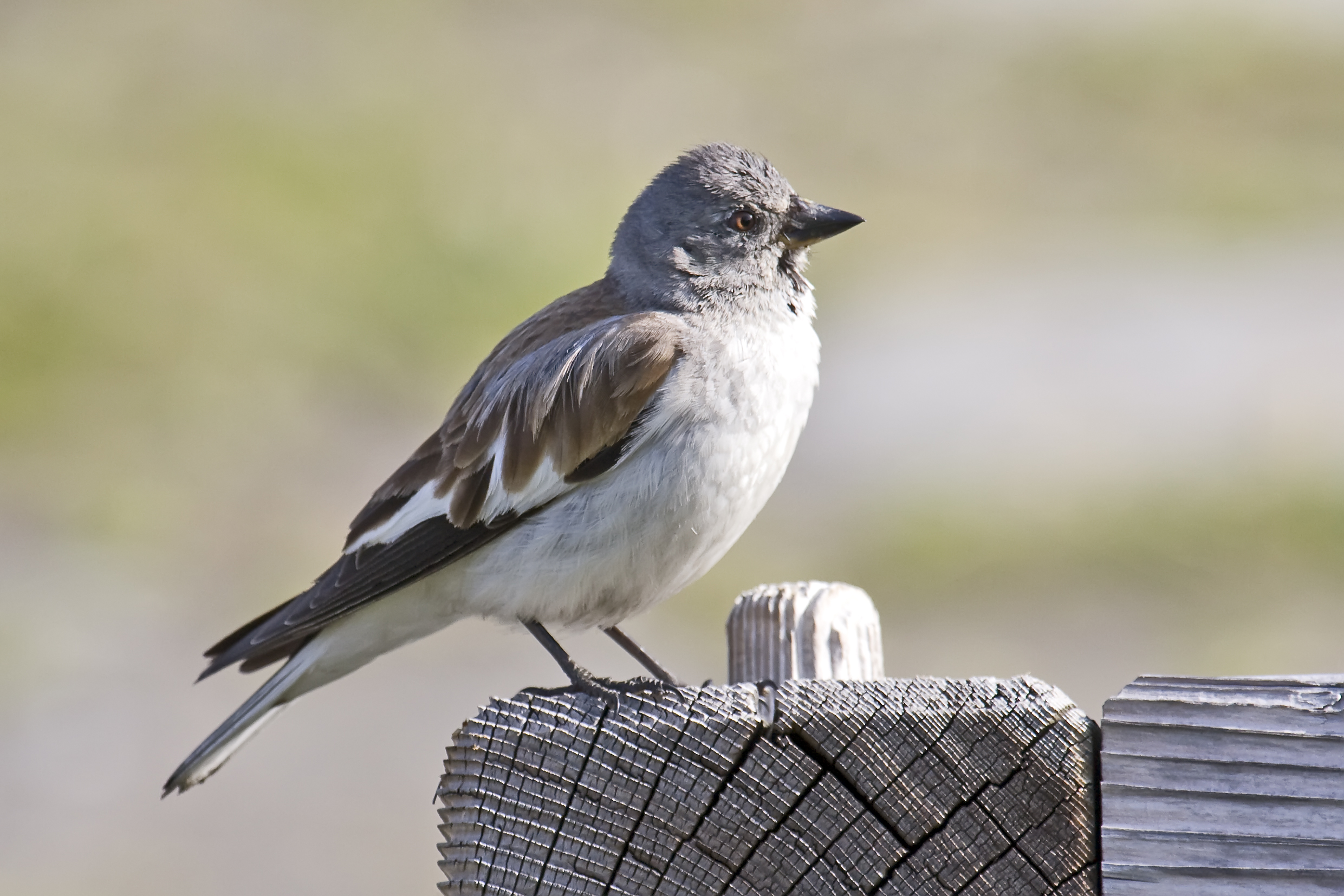
Pardal d'ala blanc
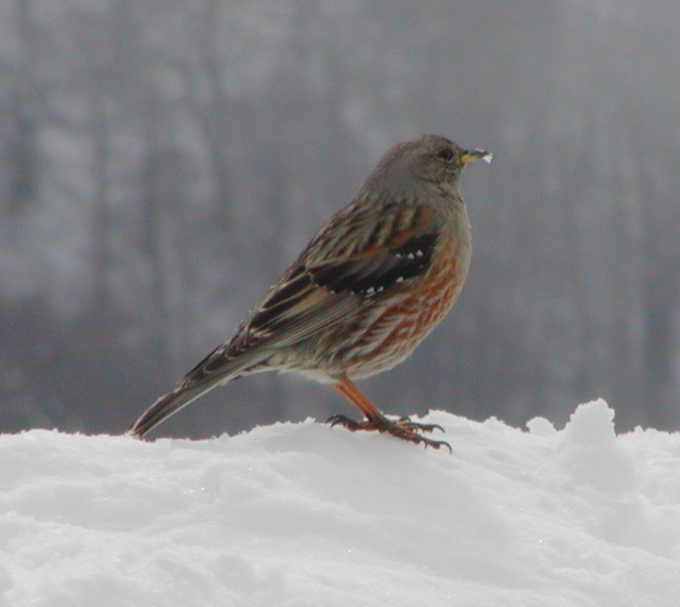
Cercavores
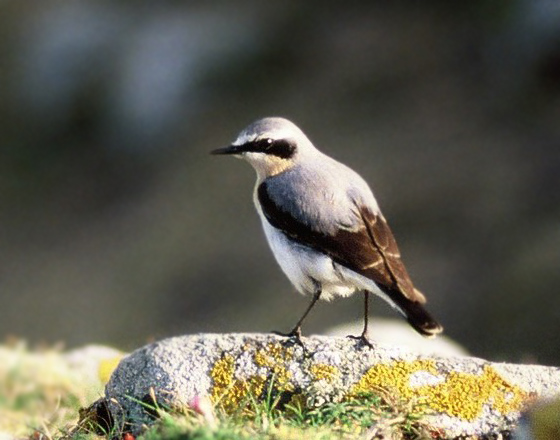
Còlit gris
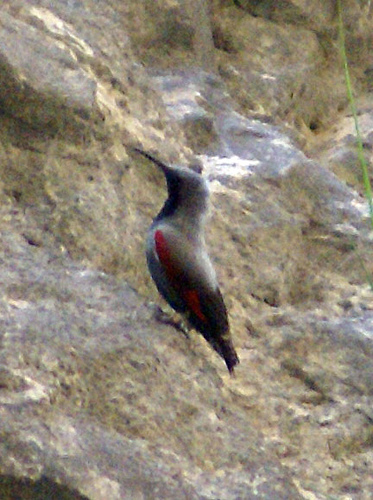
Pela-roques
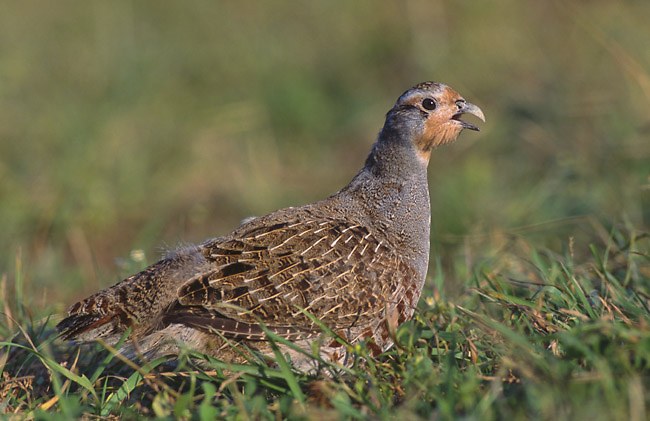
Perdiu xerra
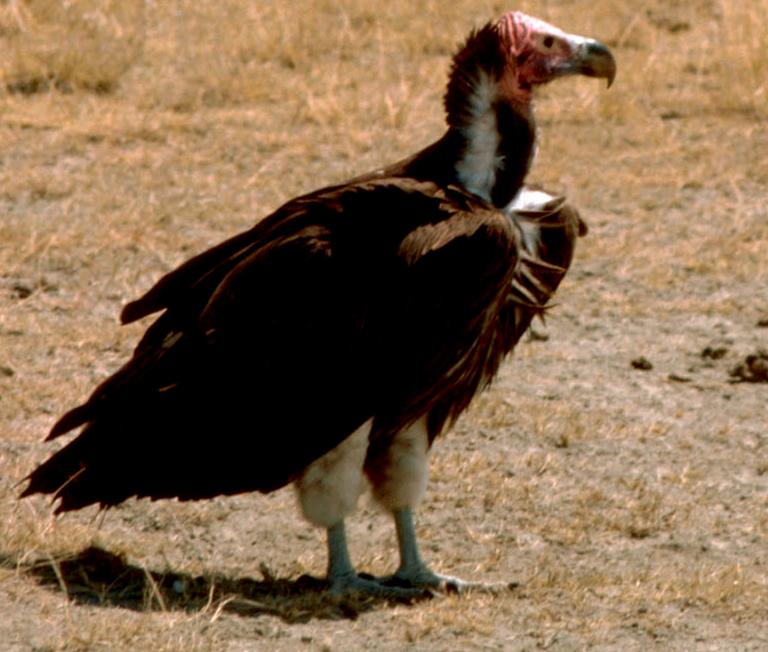
Voltor
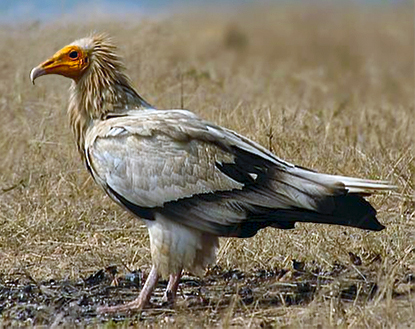
Aufrany